# Kiril Nikolov
Kiril Nikolov (* 6. listopad 1982, Ruse, Bulharsko) je bulharský reprezentant v orientačním běhu, jenž v současnosti žije ve bulharské Sofii. Jeho největším úspěchem je stříbrná medaile ze sprintu na Mistrovství Evropy v roce 2012 ve švédském Falunu. V současnosti běhá za bulharský klub Begun Varna.

## Sportovní kariéra
| Přehled úspěchů na Mistrovství světa | Přehled úspěchů na Mistrovství světa | Přehled úspěchů na Mistrovství světa | Přehled úspěchů na Mistrovství světa | Přehled úspěchů na Mistrovství světa |
| Mistrovství světa                    | Sprint                               | Middle                               | Long                                 | Štafety                              |
| ------------------------------------ | ------------------------------------ | ------------------------------------ | ------------------------------------ | ------------------------------------ |
| Jona 2003                            | 12. místo                            | X                                    | 15. místo                            | 21. místo                            |
| Västerås 2004                        | Q18. místo                           | X                                    | Q16. místo                           | 17. místo                            |
| Aichi 2005                           | Q18. místo                           | 21. místo                            | 15. místo                            | 19. místo                            |
| Århus 2006                           | X                                    | 25. místo                            | 18. místo                            | 19. místo                            |
| Kyjev 2007                           | 39. místo                            | 39. místo                            | 10. místo                            | 18. místo                            |
| Olomouc 2008                         | 31. místo                            | X                                    | 12. místo                            | 17. místo                            |
| Miskolc 2009                         | 6. místo                             | X                                    | 19. místo                            | 18. místo                            |
| Trondheim 2010                       | 16. místo                            | 29. místo                            | 26. místo                            | 13. místo                            |
| Savojsko 2011                        | 46. místo                            | X                                    | 29. místo                            | 17. místo                            |
| Lausanne 2012                        | DSQ                                  | X                                    | 6. místo                             | 21. místo                            |

| Přehled úspěchů na Mistrovství Evropy | Přehled úspěchů na Mistrovství Evropy | Přehled úspěchů na Mistrovství Evropy | Přehled úspěchů na Mistrovství Evropy | Přehled úspěchů na Mistrovství Evropy |
| Mistrovství Evropy                    | Sprint                                | Middle                                | Long                                  | Štafety                               |
| ------------------------------------- | ------------------------------------- | ------------------------------------- | ------------------------------------- | ------------------------------------- |
| Sümeg 2002                            | 41. místo                             | X                                     | X                                     | X                                     |
| Røskilde 2004                         | 24. místo                             | X                                     | X                                     | X                                     |
| Otepää 2006                           | 29. místo                             | DSQ                                   | 34. místo                             | X                                     |
| Ventspils 2008                        | 19. místo                             | X                                     | 16. místo                             | 17. místo                             |
| Primorsko 2010                        | 12. místo                             | 9. místo                              | 6. místo                              | X                                     |
| Falun 2012                            | 2. místo                              | 32. místo                             | Q21. místo                            | 19. místo                             |

| Přehled úspěchů na Mistrovství světa juniorů | Přehled úspěchů na Mistrovství světa juniorů | Přehled úspěchů na Mistrovství světa juniorů | Přehled úspěchů na Mistrovství světa juniorů | Přehled úspěchů na Mistrovství světa juniorů |
| Mistrovství světa juniorů                    | Sprint                                       | Middle                                       | Long                                         | Štafety                                      |
| -------------------------------------------- | -------------------------------------------- | -------------------------------------------- | -------------------------------------------- | -------------------------------------------- |
| Nové Město 2000                              | X                                            | X                                            | 32. místo                                    | 22. místo                                    |
| Alicante 2002                                | X                                            | 47. místo                                    | 26. místo                                    | X                                            |